# Улица Ломоносова (Ялта)
Улица Ломоносова — улица в Ялте. Проходит левым берегом реки Водопадная (Учан-Су) как продолжение улицы Маршака за Новый переулок к Музейной улице.

## История

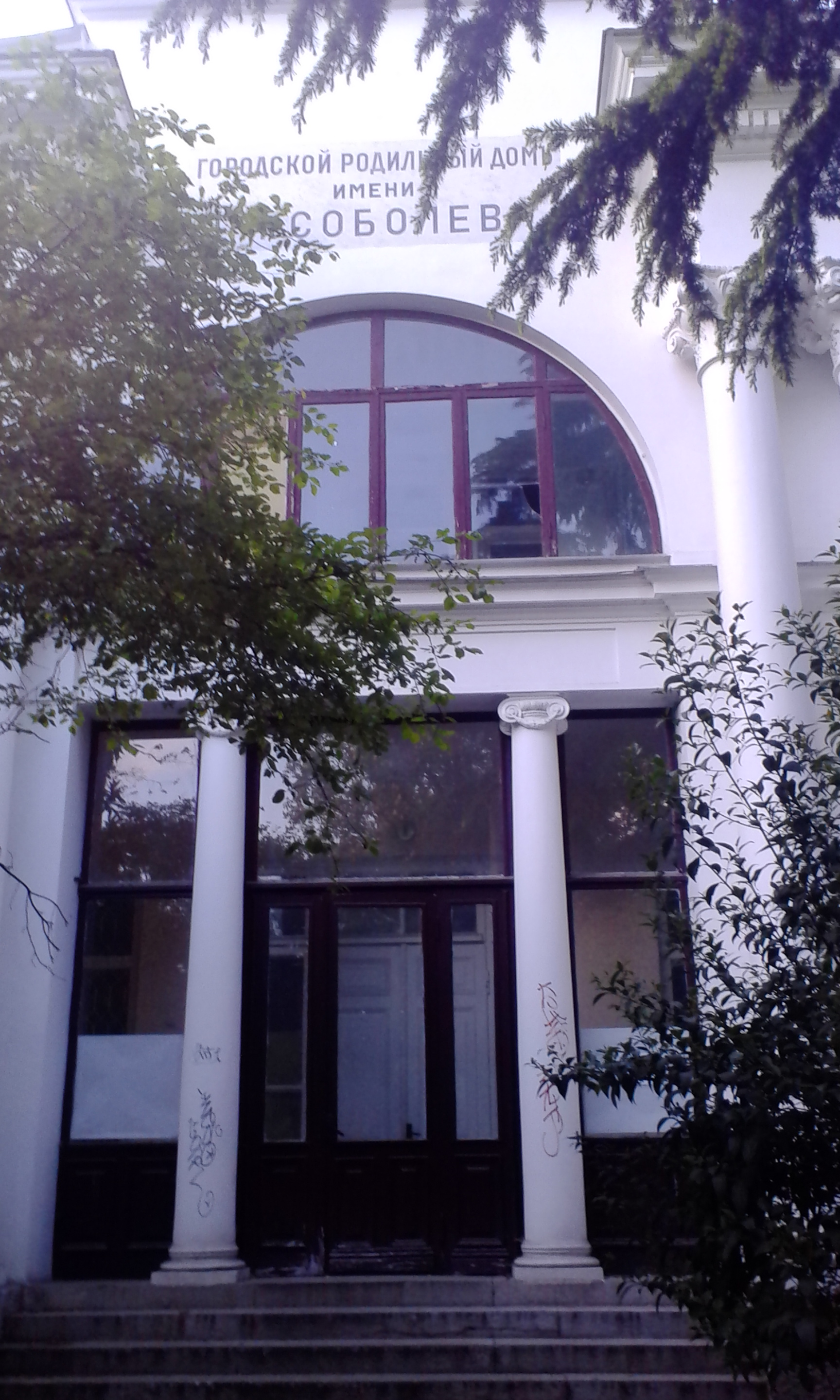
Роддом Соболева

Проложена по территории Нижней Аутки. По воспоминаниям Е. К. Петровой, укрепление берегов реки Водопадной, являвшейся во 2-й половине XIX века фактической границей Ялты, состоялось по инициативе местных докторов. Она же описывает водный режим реки:
«По широкому каменному пространству, ничем не огороженная, текла речка Учан-Су. Летом почти неприметная, по всему берегу лежали кучи мусора, во время дождей речка выходила из берегов, разливалась по лежащим рядом улицам. Ни пройти, ни проехать… Врачи Дмитриев, Овсяный, Кольцов, Вебер, Штангеев решили привести улицы вдоль берегов Учан-Су в благоустроенный вид».
Уже в дореволюционные времена носила название Ломоносовский бульвар.
Название улицы в честь великого русского учёного М. В. Ломоносова (1711—1765).
В начале 1890-х, приобретя в районе Ломоносовского бульвара большой участок земли, выстроил на нём собственный дом граф генерал-лейтенант И. Г. Ностиц, дом сохранился до настоящего времени 
В 1911—1912 годах на улице на средства московского предпринимателя Петра Федоровича Соболева было возведено здание родильного дома.
По улице был проложен маршрут троллейбуса.
Дома дореволюционной застройки требуют ремонта. Проведена реконструкция Ломоносовского сквера

## Достопримечательности

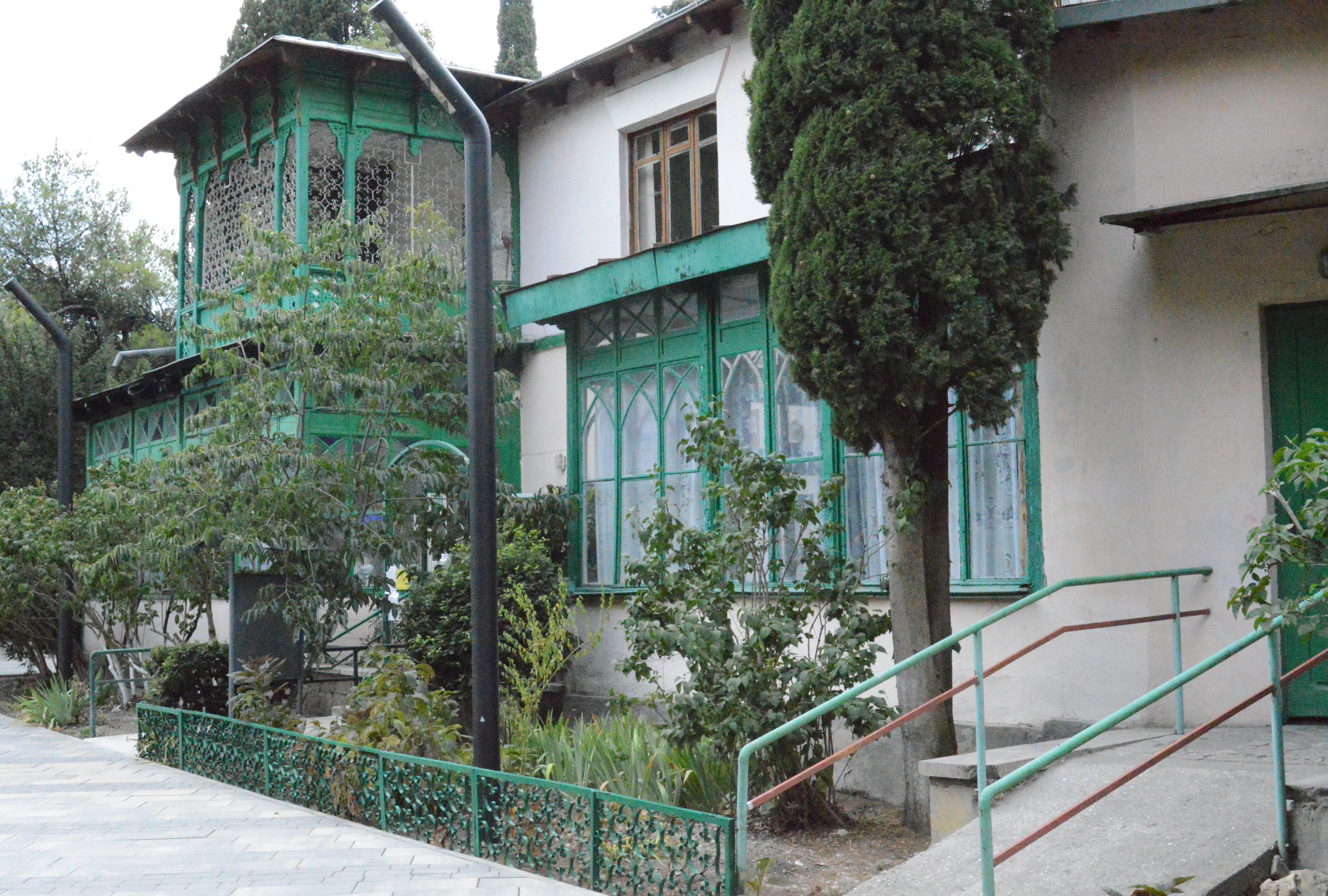
Дом генерал-лейтенанта графа И. Г. Ностица

д. 9 — Здание роддома П. Ф. Соболева (конец XIX века — начало XX века)  Объект культурного наследия народов РФ регионального значения. Рег. № 911711051310005 (ЕГРОКН)
д. 27 — Дом генерал-лейтенанта графа И. Г. Ностица (бывшая дача «Геталита»)
сквер Ломоносова

## Известные жители
д. 19 — Леся Украинка